# Késmárky Marika
Késmárky Marika (Budapest, 1941. február 4. –) magyar táncdalénekesnő. 1969-ben az NSZK-ba költözött, ahol Edina Pop művésznéven vált népszerűvé. A Dschinghis Khan együttes tagjaként nemzetközi sikereket ért el.

## Pályafutása

### A kezdetek
Édesapja, Késmárky Kálmán, édesanyja a házasságát követően ugyanazt a nevet viselte, mint később a lánya: Késmárky Marika. Az énekesnőnek született egy fivére is, akit az édesapa után Kálmánnak neveztek el. Marika hatéves korától zongorázni tanult, és énekleckéket vett. Budapesten járt iskolába, a fővárosban érettségizett. 1963-ban kezdett el hivatásszerűen énekelni. A következő évben csatlakozott az Express együtteshez. 1965-ben Belgiumba utazott, majd Luxembourgba szerződtették. Tehetségére az NSZK-ban is felfigyeltek: előbb az Electrola, majd a Phillips cég szerződtette. Külföldön rövid ideig a Maria Marky és a Marina Marcus művészneveket használta, végül a könnyen megjegyezhető Edina Pop név mellett döntött. Magyarországi énekesi karrierje során exkluzív helyeken lépett fel, rádiófelvételei készültek, többször látható volt a televízióban is. Itthoni pályafutása csúcspontja az 1969-es Táncdalfesztivál volt, melyet Bágya András–S. Nagy István Egy fiú a házból című szerzeményének előadásával nyert meg. Ezt követően az NSZK-ba költözött, ahol az SWF tehetségkutató versenyén fedezték fel igazán. 1971-ben, Bécsben megismerkedett a Derrick sorozatban Schröder nyomozót alakító Günther Stoll színművésszel, akihez feleségül ment. 1972-ben a Meine Liebe will ich dir geben című dallal részt vett azon a versenyen, melyen az NSZK versenydalát választották ki a soron következő Eurovíziós Dalfesztiválra: 7. helyezést ért el, ezért a nemzetközi seregszemlén nem ő képviselte Nyugat-Németországot. Második hazájában épp oly hamar népszerűvé vált, mint itthon, elsősorban iskolázott, szép énekhangjának, tiszta előadásmódjának, rokonszenves, természetes egyéniségének köszönhetően. A modern, de szélsőségektől mentes fiatal lány típusát képviselte, ezért dalait az idősebb korosztály is tetszéssel fogadta. 1977-ben férje elhunyt.

### Dschinghis Khan
1979-ben Ralph Siegel zeneszerző együttest szervezett, hogy a Bernd Meinungerrel közös Dschinghis Khan című szerzeményét előadják az 1979-es Eurovíziós Dalfesztiválon. A zenekar a Dschinghis Khan nevet kapta, egyik énekesnője pedig Késmárky Marika lett. (A hattagú csapatban még egy magyar előadó, Mándoki László is helyet kapott.) A Jeruzsálemben megtartott fesztiválon az új zenekar negyedik helyezést ért el. Bőséges kárpótlást jelentett viszont, hogy az ő daluk lett a mezőny egyetlen igazi világslágere. A sikernek köszönhetően a zenekar együtt maradt, s éveken át a német könnyűzene egyik legnépszerűbb képviselőjének számított. Vendégszerepelt a Szovjetunióban és a Távol-Keleten is. A Dschinghis Khan első magyarországi koncertje a magyar szervező miatt ugyan meghiúsult, de végül egy nemzetközi tévéshow közreműködőjeként Szentendrén a magyar közönség is láthatta őket. Noha Marikán kívül az együttesben még egy énekesnő volt Henriette Heichel személyében, a női szólamok többségét Késmárky énekelte. A Dschinghis Khan neve alatt készült felvételek közül kifejezetten Marika énekhangjára épült például a Komm doch heim című ballada, vagy az olyan slágerek, mint a Loreley és a Windjammer. A diszkózenei divat elmúlásával a Dschinghis Khan népszerűsége is megcsappant, s az 1981-ben öttagúra fogyatkozott együttes 1986-ban feloszlott. A Dschinghis Khan a legelső olyan popelőadó volt, amelynek német nyelven előadott dalokkal sikerült betörnie a nemzetközi poppiacra, ahol mindmáig az angol nyelv az uralkodó. Bizonyos értelemben őket tekintik a nyugatnémet új hullám, a Neue Deutsche Welle előfutárainak: e zenei irányzat kizárólag német nyelven éneklő sztárjai a '80-as évek elején a német nyelvterületen a legnagyobb nemzetközi sztárokat is lekörözték a népszerűségben.

### A „reneszánsz”
A Dschinghis Khan megszűnése után Késmárky szólóban folytatta énekesnői pályáját. Repertoárját szvingekkel, rock and rollokkal, gospelekkel és spirituálékkal bővítette. Sikeres koncerteket adott Németország-szerte, s rendszeresen elvállalt Magyarországról érkező felkéréseket, zömmel nosztalgiázó tévéműsorok vendégeként. A '90-es évek végén az eurodisco iránt feltámadt nosztalgikus érdeklődés a Dschinghis Khanra is kiterjedt. 1999-ben History of Dschinghis Khan címmel nagylemezük is megjelent, melyen két nagy slágerük (Dschinghis Khan, Moskau) remixe mellett néhány kuriózumnak számító felvétel, valamint két, modern hangszerelésű egyveleg is helyet kapott. Marika a kopasz Steve Bender és Mándoki társaságában a '90-es évek végén fellépett a japán televízióban. 2005. december 17-én Késmárky a megújult Dschinghis Khan tagjaként Moszkvában adott nagy sikerű koncertet, ahol oroszul üdvözölte a közönséget. Rajta kívül az alapító tagok közül Henriette és Wolfgang Heichel csatlakozott az együtteshez (Steve Bender és Louis Potgieter időközben elhunytak, Mándoki pedig produceri munkájára koncentrál), illetve a The Legacy nevű, fiatalokból álló táncegyüttes is részt vesz a formáció produkcióiban. A megújult Dschinghis Khan 2007-ben 7 Leben címmel újabb lemezt adott ki friss szerzeményekkel és korábbi sikerszámaik feldolgozásaival. Késmárky Marika a hatodik X-en túl továbbra is a popzene aktív és sikeres közreműködőjének számít.
Folyékonyan beszél magyarul, németül és angolul.
2020-ban visszaköltözött Magyarországra és visszavonult. Azóta semmit nem lehet hallani felőle.

## Szólóslágerei
Magyar nyelven:
- Állj meg vándor
- Az igazi nyár
- A holnapot még nem tudom
- Egy fiú a házból
- Eldobott játék
- Hát így is jó
- Kedves Ficzere úr
- Kelj fel Jancsi
- Képzelet
- Kopp, kopp
- Heten
- Miattad
- Mondhatnál szépeket
- Ne fájjon ne bántson
- Ne fesd az ördögöt falra
- Nem bánom én
- Nem bánom, hogyha szenvedek
- Nem leszek én a bohócod
- Nem szeretsz te már
- Nem vagy az, akinek hittelek
- Nem vagy te Néró
- Nyílik még virág
- Rock and roll Made in Hungary
- Romulus
- Sajtkukac
- Szavak nélkül is
- Szervusz, te rég várt fiú
- Tiroli bocik
- Törött szék
- Újra itt vagyok
- Valami elkezdődött
- Végre szabad vagyok
- Virágok

Idegen nyelven:
- Alles geht vorüber
- Ay, ay, ay, oh senor
- Bleib noch
- Carneval Brasil
- Casatschok
- Der Dichter und die Sängerin
- Doktor Teddy
- Es gibt nicht nur Deine Liebe
- Gefühle, die unsterblich sind
- Halt die Liebe fest
- Happy Guitar
- Heute Nacht ist er fällig
- I love you, I do
- Ich glaub Dir alles
- Komm, komm zu mir
- Küß Dich in mein Herz
- Liebe, amore, love, je t'aime
- Mein Apollo ist kein Raumschiff
- Meine Liebe will ich dir geben
- Petruschka
- Schreib es in den Wind
- Tomatenrote Lippen
- Was soll ich tun?
- Zwischen Wolga und Don